# Kroyeria
A Kroyeria az állkapcsilábas rákok (Maxillopoda) osztályának a Siphonostomatoida rendjébe, ezen belül a Kroyeriidae családjába tartozó nem.

## Tudnivalók
A Kroyeria-fajok tengeri élőlények. Közülük a legtöbben élősködő életmódot folytatnak.

## Rendszerezés
A nembe az alábbi 15 faj tartozik:
- Kroyeria brasiliense Thatcher, 2006
- Kroyeria carchariaeglauci Hesse, 1878
- Kroyeria caseyi Benz & Deets, 1986
- Kroyeria deetsi Dippenaar, Benz & Olivier, 2000
- Kroyeria dispar Wilson C.B., 1935
- Kroyeria echinata Rangnekar, 1956
- Kroyeria elongata Pillai, 1967
- Kroyeria gemursa Cressey, 1967
- Kroyeria lineata Van Beneden, 1853
- Kroyeria longicauda Cressey, 1970
- Kroyeria minuta Pillai, 1968
- Kroyeria papillipes Wilson C.B., 1932
- Kroyeria spatulata Pearse, 1948
- Kroyeria sphyrnae Rangnekar, 1957
- Kroyeria sublineata Yamaguti & Yamasu, 1959

A három alábbi faj meglehet, hogy nem ebbe a nembe tartozik:
- Kroyeria acanthiaevulgaris Hesse, 1878 (taxon inquirendum)
- Kroyeria galeivulgaris Hesse, 1883 (taxon inquirendum)
- Kroyeria scyllicaniculae Hesse, 1878 (taxon inquirendum)